# Folcred
Folcred es un personaje ficticio que pertenece al legendarium creado por el escritor británico J. R. R. Tolkien y cuya historia es narrada en los apéndices de la novela El Señor de los Anillos. Es un rohir, uno de los hijos del rey Folcwine de Rohan y hermano de Fastred y Fengel. 

## Historia
Nació en el año 2858 de la Tercera Edad del Sol junto a su hermano gemelo Fastred. Treinta años después, Ithilien del Sur fue invadido por los haradrim y, cumpliendo con el Juramento de Eorl, el rey Folcwine envió un ejército a Gondor dirigido por Folcred y Fastred. Si bien lograron expulsar al enemigo, los príncipes fallecieron en la Batalla de los Vados del Poros y los rohirrim les dieron sepultura en el montículo conocido como Haudh in Gwanur, levantado en la orilla del río Poros. Túrin II, Senescal Regente de Gondor, envió al rey Folcwine una cuantiosa compensación en oro por la muerte de sus hijos y la ayuda prestada.

Durante mucho tiempo estuvo levantado sobre la orilla del río, Haudh in Gwanur, y los enemigos de Gondor temían pasar junto a él.
Apéndice A de El Señor de los Anillos, de J. R. R. Tolkien